# Paul Carbon
Paul Joseph Marie Carbon (Oostende, 14 november 1860 - 13 maart 1939) was een Belgisch volksvertegenwoordiger.

## Levensloop
Carbon was de zoon van Louis Carbon en Zoé Goddyn. Hij trouwde met Marie-Louise Hauman.
Hij was douaneagent, handelaar en exporteur van voedingswaren.
Hij werd verkozen tot katholiek volksvertegenwoordiger voor het arrondissement Oostende, zoals zijn vader, eerst van 1888 tot 1892 en vervolgens van 1895 tot 1896, in vervanging van Jules Carbon.
Carbon was goed ingeburgerd in het Oostendse zakenleven:
- lid van het discontokantoor van de Nationale Bank,
- bestuurder van de Banque Générale d'Ostende,
- bestuurder van de Banque Générale de Flandre Occidentale,
- bestuurder  van Excelsior, société commerciale, industrielle et maritime.

Hij was ook bij enkele instellingen betrokken:
- voorzitter van het Comité voor de zee,
- bestuurder van de Beroepsschool voor de visserij, Oostende,
- voorzitter van de Vrije Huishoudklassen voor Vissersmeisjes,
- handelsrechter.